# June Allyson
June Allyson, geboren als Ella Geisman (The Bronx, New York, 7 oktober 1917 – Ojai, Californië, 8 juli 2006), was een Amerikaans filmactrice die populair was in de jaren veertig en vijftig. Ze werd vooral bekend als de typische "girl-next-door".

## Biografie
Allyson werd geboren in een arm gezin in The Bronx. Op haar achtste kwam ze ernstig ten val en moest ze vier jaar lang gebonden aan stalen beugels. Als therapie om haar beweeglijkheid weer terug te krijgen nam de jonge Allyson zwem- en dansles. Het dansen beviel haar goed en later deed ze mee aan danscompetities. Ook was ze te zien in korte dansfilms. In 1938 maakte ze haar debuut op Broadway in de musical Sing out the News. Latere rollen waren onder andere in Panama Hattie en Best Foot Forward van George Abbott. De laatste rol bracht haar onder de aandacht van Hollywood, en ze kreeg een rol in de filmversie van de musical. Allyson tekende in 1942 een contract bij MGM.
MGM toonde Allyson als de perfecte, onwrikbare echtgenote en de ideale girl-next-door. Ze speelde voornamelijk in komedies en musicals en groeide uit tot een van de populairdere actrices van het decennium. Ze speelde naast enkele van de grootste sterren van het moment, waaronder James Stewart (The Stratton Story, The Glenn Miller Story) en acteur/regisseur Dick Powell, met wie ze trouwde in 1945. Dit huwelijk bezorgde de studiobazen enige ontsteltenis: Powell was dertien jaar ouder en al tweemaal eerder getrouwd. Hun huwelijk kreeg veel aandacht van de pers en werd als zeer tumultueus beschouwd. Het stel had twee kinderen, Pamela (geadopteerd) en Richard.
Behalve komedies speelde ze ook meer serieuze rollen, waaronder Jo in Little Women (1949) en de vrouw van Glenn Miller (gespeeld door Stewart) in The Glenn Miller Story (1953). In The Shrike (1955) speelde ze zelfs een onsympathieke rol als de hatelijke vrouw van José Ferrer. In 1960 kreeg ze haar eigen televisieshow, "The Dupont Show with June Allyson". Na Powells dood in 1963 verscheen ze veel minder in films en op televisie. Ze was voornamelijk te zien in televisiefilms en commercials (waaronder voor Depend: luiers voor volwassenen tegen incontinentie), en zong ze in nachtclubs.
Allyson had een jarenlange relatie met schrijver en regisseur Dirk Wayne Summers en het stel reisde regelmatig samen naar Europa. Ze was in de jaren zeventig kort getrouwd met Glenn Maxwell. In 1976 trouwde ze met Dr. David Ashrow. Ze bleven bij elkaar tot haar dood in 2006.
Op 8 juli 2006 stierf June Allyson in haar huis in Californië aan problemen aan de longen en een acute bronchitis. Ze werd 88 jaar oud.